# Єжи Пшездзецький
Є́жи Пшездзе́цький (пол. Jerzy Przeździecki, 8 квітня 1927, Сосновець, Польща — 11 грудня 2020) — польський прозаїк, театральний і кіно-сценарист.

## Біографія
Закінчив Варшавську школу економіки, курс літератури в університеті Единбурга та пройшов стажування в Університеті Айови (1974—1975).
У період німецької окупації був учасником Опору у складі Армії Крайової. У 1945—1946 роках працював в академічному «Театрі на Віслі», післявоєнні гастролі цього театру Польщі описав у повісті «Знак життя». 1947 року був заарештований і провів п'ять місяців за ґратами. У 1949—1955 роках працював у Ліцеї театрального мистецтва у Варшаві, у 1965—1973 роках викладав у Державній театральній академії у Варшаві.
1955 року Пшездзецький дебютував у пресі й на радіо з повістю «Троє над Чорною річкою» (перевидання 1975, 1978, 1981, 2010). Цей твір удостоєний міжнародної премії Jeunesse du Monde. У наступні роки став автором нових творів — «Ягуар» (1959), «Кінець» (1962, російський переклад 1965; гострий і драматичний роман про польсько-радянську ворожнечу), «Рухомі камінці» (1964, став переможцем конкурсу і включений до збірки, виданої у Великій Британії), «Ясність ночі» (1976, 1979), «Знак життя» (1977), «Кіт» (1978, 1984), «Поворот» (1979), «Солістка» (1980, 1985, 200), «Опорна точка» (1982), «Екзекуція» (1983), «Урок гімнастики» (1984), «Запам'ятовування» (1984), «Аморальні історії» (1993), «Безумство ідей» (1994) «Наш брат Каїн» (1999, 2008), «Любов та інші серпневі потрясіння» (2001), «Звичайні речі» (2006).
З двадцяти семи п'єс Пшездзецького більшість поставлена в театрі — на польській та міжнародній сцені. Найбільш відомі з них: «День прозріння», «Жменька піску», «Останній поверх», «Вар'ят», «Діамант», «Рів», «Вердикт», «Височінь сибірська» та «Ви в настрої для кохання?». Вистави за творами Пшездзецького ставилися в Англії, Австралії, Болгарії, Угорщині, Німеччині, Ірані, Латвії, Нідерландах, Норвегії, Польщі, Румунії, Росії, США, Чехії, Швейцарії, Швеції, Шотландії.
Єжи Пшездзецький також є автором сценаріїв дванадцяти фільмів. Найбільш відомі: «Вирок» (1961), «День прозріння» (1969), «Зелені роки» (1979). Багато його фільмів на тему Другої світової війни, в СРСР за його повістю «Кінець» знято телефільм «Дорога додому» (1967).
Крім цього, письменник також є автором кількох десятків радіопрограм, як під псевдонімом «Фред Дженкінс», так і під своїм ім'ям; деякі з них виходили на закордонних радіостанціях.
За свою діяльність Єжи Пшезьдзецький отримав 19 нагород. Двічі він нагороджений «Спеціальною нагородою за творчість» Асоціації польських письменників, також отримав Золотий лицарський хрест за заслуги у відродженні Польщі, почесний титул «Ветеран боротьби за свободу та незалежність Вітчизни» та «Почесний філантроп».

## Творчість

### Проза
- Troje znad Czarnej Rzeki, 1955
- Jaguar 1959
- Kres, 1962
- Ruchome kamyki, 1964
- Troje znad Czarnej Rzeki 1975, 1978, 1981, 2010
- Jasność nocy, 1976, 1979
- Znak życia, 1977
- Kot, 1978, 1984
- Zakręt, 1979
- Solistka, 1980, 1985, 2007
- Punkt odniesienia, 1982
- Egzekucja, 1983
- Lekcja gimnastyki, 1984
- Zapamiętanie, 1984
- Opowiadania niemoralne, 1993
- Szał zamysłów, 1994
- Nasz brat Kain, 1999, 2008
- Miłość i inne sierpniowe wstrząsy, 2001
- Rzeczy pospolite, 2006

### Драматургія
- Dzień oczyszczenia, 1963
- Garść piasku
- Ostatnie piętro
- Wariat
- Brylant
- Rów, 1982
- Werdykt
- Wyż syberyjski
- Masz ochotę na miłość?
- Pasja
- Bunkier, 2004
- Tajemnica starego strychu, 2004,
- Rzut na taśmę, 2005
- Korzenie traw, 2007
- Korzenie traw
- Pola Elizejskie
- Włamanie
- Bazar

### Кіносценарії
- Wyrok, 1962
- Dzien oczyszczenia, 1970
- Pejzaz z bohaterem, 1971
- Zielone lata, 1980
- Wycinanki
- Zapalniczka
- Deep End
- Na samym dnie (разом з Й. Сколимівським)
- Wypadek
- Wszystko gra

### Екранізації
- 1967 — Дорога додому (телефільм, СРСР)